# بیرگر رود
بیرگر رود (انگلیسی: Birger Ruud; ۲۳ اوت ۱۹۱۱ – ۱۳ ژوئن ۱۹۹۸) اسکی‌باز آلپاین، و اسکی‌باز پرش اهل نروژ بود.